# Thursday (filme)
Thursday (no Brasil, Quinta-Feira Violenta) é um filme americano de 1998 escrito e dirigido por Skip Woods.

## Sinopse
Casey Wells é um ex-traficante de drogas que resolveu abandonar a vida de crimes, para ter uma família, trabalhando como arquiteto e planejando adotar uma criança, junto com sua mulher. Mas numa quinta-feira recebe a visita de um velho amigo.

## Elenco
- Thomas Jane as Casey Wells
- Aaron Eckhart as Nick
- Paulina Porizkova as Dallas
- James LeGros as Billy Hill
- Paula Marshall as Christine
- Michael Jeter as Dr. Jarvis
- Glenn Plummer as Ice
- Mickey Rourke as Kasarov